# Cristiana monaca indemoniata
Cristiana monaca indemoniata è un film erotico italiano del 1972 diretto da Sergio Bergonzelli.

## Trama
Cristiana, ragazza spregiudicata, si fa monaca per un voto espresso durante una tempesta (che stava per fare precipitare l’aereo su cui viaggiava) ed entra in convento, dove però continua la vita consueta, accoppiandosi con un pittore e legandosi di una equivoca amicizia con un'altra suora. Quando sorprende il fidanzato, rifugiatosi in convento per sfuggire alla polizia, tra le braccia dell'amica, fugge e si dà alla prostituzione: morirà in un incidente stradale dopo essersi rifiutata di tornare in convento.